# Pamburu
Pamburu is een bestuurslaag in het regentschap Oost-Soemba van de provincie Oost-Nusa Tenggara, Indonesië. Pamburu telt 705 inwoners (volkstelling 2010).